# Papillacarus aequalis
Papillacarus aequalis är en kvalsterart som beskrevs av Sandór Mahunka 1991. Papillacarus aequalis ingår i släktet Papillacarus och familjen Lohmanniidae. Inga underarter finns listade i Catalogue of Life.